# Golden (film)
Pour les articles homonymes, voir Golden.
Pour plus de détails, voir Fiche technique et Distribution.
Golden est un film américain avorté réalisé par Michel Gondry. Écrit par Martin Hynes et Steven Levenson, ce film en partie biographique se serait déroulé en 1977, s'inspirant de la jeunesse du musicien Pharrell Williams dans la résidence Atlantis Apartments de Virginia Beach. La distribution comprenait Kelvin Harrison Jr., Halle Bailey, Da'Vine Joy Randolph, Brian Tyree Henry, Quinta Brunson, Janelle Monáe, Jaboukie Young-White, Tim Meadows, Anderson .Paak, and Missy Elliott.
Initialement prévu pour une sortie en 2025, le film est annulé au stade du montage en février 2025, malgré 20 millions de dollars investis. Le film n'aura été vu par personne dans sa forme définitive, et uniquement par certains membres de la production dans sa forme inachevée. Il reste inédit pour le public, qui n'en aura vu qu'une unique photo de production publiée par le magazine Empire le 21 novembre 2024.

## Synopsis
Une comédie musicale inspirée de la jeunesse de Pharell Williams à Virginia Beach dans les années 70.

## Fiche technique
Sauf indication contraire, les informations mentionnées dans cette section peuvent être confirmées par les bases de données cinématographiques IMDb et Allociné,  présentes dans la section « Liens externes ».
- Titre original : Golden
- Titre de travail : Atlantis
- Réalisation : Michel Gondry
- Scénario : Martin Hynes et Steven Levenson
- Musique : Pasek and Paul et Pharrell Williams
- Décors : Maxwell Orgell
- Costumes : Frank L. Fleming
- Photographie : Lachlan Milne
- Montage : Christopher Tellefsen
- Production : Gil Netter, Mimi Valdes et Pharrell Williams

Producteurs délégués : Raffi Adlan, Matthew Hirsch, Jennie Lee, Michael Mayer, Benj Pasek, Justin Paul et Shani Saxon
- Sociétés de production : I Am Other (en) et Netter Films
- Sociétés de distribution : Universal Pictures (États-Unis), Universal Pictures International France  (France)
- Budget : N/A
- Pays de production :  États-Unis
- Langue originale : anglais
- Format : couleur
- Genre : musical, récit initiatique, biographie
- Durée : N/A

## Distribution
- Kelvin Harrison Jr. : Pharrell Williams
- Halle Bailey
- Da'Vine Joy Randolph
- Brian Tyree Henry
- Quinta Brunson
- Janelle Monáe
- Jaboukie Young-White
- Tim Meadows
- Anderson .Paak
- Missy Elliott
- Jamilah Rosemond
- Jayson Lee

## Production

### Genèse et développement
En mars 2017, il est révélé que la 20th Century Fox développe un film musical intitulé Atlantis et inspiré de la jeunesse de Pharrell Williams à Virginia. Michael Mayer — plus tard producteur délégué — est alors engagé comme réalisateur. Le scénario est écrit par Martin Hynes (en). Pharrell Williams participe à la production aux côtés de Mimi Valdés et Gil Netter,.
Le projet ne refait parler de lui qu'en mars 2024 quand Michel Gondry remplace finalement Michael Mayer à la réalisation. Le film, alors sans titre officiel, a entre temps été repris par Universal Pictures. Il est précisé que Steven Levenson a également participé à l'écriture et que Kelvin Harrison Jr. et Da'Vine Joy Randolph tiendront les rôles principaux. Quelques mois plus tard, Halle Bailey, Brian Tyree Henry ainsi que Missy Elliott sont annoncés. Janelle Monáe, Tim Meadows, Jaboukie Young-White, Jamilah Rosemond ou encore Jayson Lee seront ensuite confirmés. En juin 2024, Quinta Brunson et Anderson .Paak rejoignent également le film.
Le 29 août 2024, le titre Atlantis est officiellement confirmé. Cependant, en novembre 2024, il est annoncé que le film est rebaptisé Golden. Alors que le premier titre évoquait le nom de la résidence où Pharrell a grandi, Golden « parle simplement du récit, de l'espace, de l'énergie et littéralement de tout ce qui concerne [le film, qui est] cette analyse de ce qu'est l'or. Les enfants et les adultes qui ont en eux des enfants intérieurs peuvent s'y connecter et se rendre compte qu'il y a aussi un aspect doré en eux, qu'il soit réalisé ou latent. »

### Tournage
Le tournage débute en juin 2024 à Virginia Beach en Virginie. La jetée est notamment fermée au public pour les besoins des prises de vues,.

### Musique
Le 29 août 2024, il est révélé que Pharrell Williams va écrire des chansons spécialement pour le film avec l'aide de Benj Pasek et Justin Paul.

### Annulation
Le 7 février 2025, le magazine Variety révèle que le studio Universal ne sortira pas le film et ne le proposera pas à d'autres acheteurs : le long-métrage est annulé « après que les producteurs et Gondry sont tombés d'accord à l'unanimité pour reconnaître que le film n'était pas à la hauteur de son concept développé ». Un communiqué officiel signé par Pharrell Williams et Michel Gondry explique que « lorsque nous sommes tous entrés dans la salle de montage, nous avons collectivement décidé qu’il n’y avait pas moyen de raconter la version de l'histoire que nous avions imaginée à l’origine ». Le film ne sera donc jamais finalisé malgré des dépenses de production s’élevant à 20 millions de dollars environ.